# Sulpici Flavus
Sulpici Flavus (llatí: Sulpicius Flavus) va ser un company de l'emperador romà Claudi que va ajudar a l'emperador en la composició d'algunes (la major part o potser totes) de les seves obres històriques.
Probablement formava part de la gens Sulpícia.